# Gösta Knutsson
Œuvres principales
- Pelle Svanslös (douze romans, 1939-1972)

Gösta Knutsson, né le 12 octobre 1908 à Stockholm et mort le 4 avril 1973 à Uppsala, est un animateur de radio, écrivain et traducteur suédois.

## Biographie
Gösta Knutsson étudie à l'université d'Uppsala. Il y préside la nation de Stockholm. Après avoir décroché son fil mag, en 1931, il préside le syndicat des étudiants de l'université de 1936 à 1938 et participe au journal étudiant Ergo de 1940 à 1942. Chef des programmes de l'antenne d'Uppsala de Sveriges Radio de 1936 à 1969, il introduit en 1938 le concept du quiz radiophonique en Suède.
Sa création la plus célèbre en tant qu'écrivain est le chat Pelle Svanslös (« Pierre Sans-Queue »), né dans une émission radiophonique en 1937 et héros de douze romans pour enfants publiés à partir de 1939. De l'aveu de son auteur, Pelle est en partie un autoportrait, et les personnages qui l'entourent sont des caricatures de connaissances de Knutsson ; ainsi sa femme Erna Eng lui inspire Maja Gräddnos (« Maya Nez-crémeux »), la petite amie de Pelle.
Son nom de famille est Johansson, mais il choisit d'utiliser le nom patronymique Knutsson, son père étant prénommé Knut.

## Hommages
Six astéroïdes ont été baptisés en l'honneur de Knutsson et de son œuvre par l'astronome suédois Claes-Ingvar Lagerkvist : (8534) Knutsson, (8535) Pellesvanslös, (8536) Måns, (8537) Billochbull, (8538) Gammelmaja et (8539) Laban.

## Œuvres
- 1939 : Pelle Svanslös på äventyr
- 1940 : Pelle Svanslös på nya äventyr
- 1941 : Pelle Svanslös i Amerika
- 1942 : Pelle Svanslös klarar sig
- 1943 : Hur ska det gå för Pelle Svanslös
- 1944 : Pelle Svanslös och taxen Max
- 1945 : Pelle Svanslös i skolan
- 1946 : Heja Pelle Svanslös
- 1947 : Pelle Svanslös och Maja Gräddnos
- 1948 : Trillingarna Svanslös
- 1949 : Kvällen är räddad
- 1949 : Nalle Lufs
- 1950 : Nalle Lufs i farten
- 1951 : Alla tiders Pelle Svanslös
- 1952 : Nalle Lufs och Skrutten
- 1953 : Tuff och Tuss på äventyr
- 1954 : Tuff och Tuss på vift
- 1957 : Pelle Svanslös och julklappstjuvarna
- 1958 : Pigge Lunk
- 1969 : Kung Kul
- 1971 : Nicke med luggen
- 1972 : Pelle Svanslös ger sig inte